# أوريكالكوم
الأوريكالكوم (بالإنجليزية: Orichalcum) هو معدن مذكور في العديد من الكتابات القديمة بما في ذلك قصة «اطلانطس في كريتياس» لأفلاطون، وفي إطار الحوار: يدَّعي كريتياس (460–403 قبل الميلاد) أن الأوريكالكوم قد احتل المرتبة الثانية بعد الذهب من حيث القيمة، قد تم العثور عليه وتعدينه في أجزاء كثيرة من أطلانطس في العصور القديمة، ولكن في زمن كريتياس كان الأوريكالكوم معروفًا بالاسم فقط.
قد يكون الأوريكالكوم من المعادن النبيلة مثل البلاتين (حيث كان من المفترض أن يتم تعدينه)، أو أحد أنواع البرونز أو النحاس أو ربما بعض سبائك المعادن الأخرى، في عام 2015 تم العثور على سبائك معدنية في حطام سفينة قديمة في جيلا (صقلية)، والتي تم تصنيعها من سبيكة تتكون في المقام الأول من النحاس والزنك ونسب مئوية صغيرة من النيكل والرصاص والحديد.
في علم النقود يكون الأوريكالكوم عبارة عن سبائك من البرونز ذهبية اللون قد استخدمتها الإمبراطورية الرومانية لعملات السيستيرتيوس وعملات دوبونديوس الخاصة بهم.

## نظرة عامة
الاسم مشتق من اليونانية: ὀρείχαλκος، oreikhalkos (من: ὄρος ،oros أي الجبل و χαλκός أي الطباشير أو النحاس) مما يعني حرفيًا «النحاس الجبلي»، ترجم الرومان «الأوريكالكوم» على أنه "aurichalcum" والذي كان يُعتقد أنه يعني حرفيًا «النحاس الذهبي»، ومن المعروف من كتابات شيشرون أن المعدن الذي أطلقو على ه اسم الأوريكالكوم يشبه الذهب في اللون ولكن له قيمة أقل بكثير، وفي الإنيادة اللاتينية «درع ترنس» لفيرجيل يتم وصفها بأنها «صلبة مع الذهب والأوريكالكوم الأبيض».
تم اعتبار الأوريكالكم إما سبيكة من الذهب والنحاس أو النحاس والقصدير أو النحاس والزنك (النحاس الاصفر) أو سبائك من المعادن لم تعد معروفة.
في السنوات اللاحقة تم استخدام الأوريكالكم لوصف الكبريتيد المعدني كالكوبايرايت وكذلك لوصف النحاس الاصفر، ومع ذلك يصعب التوفيق بين هذه الأعراف ومزاعم كريتياس الخاصة بأفلاطون الذي يذكر أن المعدن كان «مجرد اسم» في وقته في حين كان النحاس والكالكوبايرايت مهمين جدًا في زمن أفلاطون كما لا يزالان اليوم.
يذكر جوزيف نيدام أن ريتشارد واتسون أستاذ الكيمياء في القرن الثامن عشر كتب عن فكرة قديمة مفادها أن هناك «نوعان من النحاس أو الأوريكالكم»، ويلمح نيدام أيضًا أن الإغريق ربما لم يكونوا يعرفون كيفية صنع الأوريكالكم وربما كان لديهم تقليد للأصل.
في عام 2015 تم اكتشاف 39 سبيكة يعتقد أنها من الأوريكالكم في سفينة غارقة على سواحل جيلا في صقلية والتي يعود تاريخها مبدئيًا إلى 2600 عام، تم تحليلها باستخدام فلورية الأشعة السينية بواسطة داريو بانيتا لتكنولوجية الجودة وتبين أنها سبيكة تتكون من 75-80 بالمائة من النحاس و 15-20 بالمائة من الزنك ونسب أصغر من النيكل والرصاص والحديد

## الأدب القديم
ذُكر الأوريكالكم لأول مرة في القرن السابع قبل الميلاد من قبل هسيودوس وفي ترنيمة هوميروس المخصصة لأفروديت التي يرجع تاريخها إلى ستينيات القرن العشرين، ووفقًا لكريتياس لأفلاطون فإن الجدران الخارجية الثلاثة للمعبد المؤدي إلى بوسيدون وكليتو في أطلانطس كانت مغطاة على التعاقب بالنحاس والقصدير، بالإضافة إلى أن الجدار الخارجي الثالث الذي شمل القلعة بأكملها: له وميضًا من الضوء الأحمر للأوريكالكوم، الجدران والأعمدة والأرضيات الداخلية للمعبد مغطاة تمامًا بالأوريكالكوم والسطح مطليًا بالذهب والفضة والأوريكالوم، كما أنه في وسط المعبد وقف عمود من الأوريكالكم، والذي نقش عليه قوانين بوسيدون وسجلات أول الأمراء أبناء بوسيدون.(Crit.116-119)
يشير بلينيوس الأكبر إلى أن الأوريكالكم قد فُقِد حاليًا بسبب العملات التي يجري استنفادها، يصف Pseudo-Aristotle (ليس بواسطة أرسطو ولكن من قبل تابع متجول) في كتاب:
معجزات auscultationibus نوعًا من النحاس «اللامع جدًا والأبيض ليس لأن هناك قصديرًا ممزوجًا به ولكن لأن بعض التراب مدموج وذائب به.»
قد يكون هذا إشارة إلى الأوريكالكم الذي يتم الحصول عليه أثناء صهر النحاس مع إضافة «الكادمية» وهو نوع من التربة التي كانت موجودة سابقًا على شواطئ البحر الأسود والتي تُعزى إلى أكسيد الزنك.

## علم العملات
في علم العملات يتم استخدام المصطلح «الأوريكالكم» للإشارة إلى سبائك البرونز ذهبية اللون المستخدمة في عملات السيستيرتيوس والدوبونديوس، ويعتبر أكثر قيمة من النحاس والتي صنعت منها العملة المعدنية.